# نظام حجز الخطوط الجوية
أنظمة حجز الخطوط الجوية (Airline reservation systems) اختصاراً «إيه آر إس» (ARS) هي أنظمة تسمح لشركة طيران ببيع مخزونها (مقاعد). يحتوي على معلومات عن الجداول والأسعار ويحتوي على قاعدة بيانات للحجوزات (أو سجلات أسماء الركاب) والتذاكر الصادرة (إن وجدت). «إيه آر إس» هي جزء من أنظمة خدمة الركاب (PSS)، وهي تطبيقات تدعم الاتصال المباشر مع الراكب.
تطورت «إيه آر إس» في النهاية إلى نظام حجز الكمبيوتر (CRS). يتم استخدام نظام حجز الكمبيوتر لحجوزات شركة طيران معينة وواجهات مع نظام التوزيع العالمي (GDS) يدعم وكالات السفر وقنوات التوزيع الأخرى في إجراء الحجوزات لمعظم شركات الطيران الكبرى في نظام واحد.

## ملخص
تتضمن أنظمة حجز الخطوط الجوية جداول شركات الطيران، والتعريفات الجمركية، وحجوزات الركاب، وسجلات التذاكر. يعمل التوزيع المباشر لشركة الطيران ضمن نظام الحجز الخاص بها، بالإضافة إلى إرسال المعلومات إلى نظام التوزيع العالمي. النوع الثاني من قنوات التوزيع المباشر هم المستهلكون الذين يستخدمون الإنترنت أو تطبيقات الهاتف المحمول لإجراء حجوزاتهم الخاصة. تصل وكالات السفر وقنوات التوزيع غير المباشرة الأخرى إلى نفس نظام التوزيع العالمي (GDS) مثل تلك التي يتم الوصول إليها بواسطة أنظمة حجز شركات الطيران، ويتم إرسال جميع الرسائل بواسطة نظام مراسلة قياسي يعمل على نوعين من الرسائل التي يتم إرسالها على شبكة سيتا عالية المستوى (HLN). تسمى أنواع الرسائل هذه بالنوع A [عادةً تنسيق EDIFACT] للاتصال التفاعلي في الوقت الفعلي والنوع B [TTY] للإعلام ونوع الحجز للرسائل. معايير إنشاء الرسائل التي وضعها اتحاد النقل الجوي الدولي ومنظمة الطيران المدني الدولي، عالمية، وتنطبق على أكثر من النقل الجوي. نظرًا لأن أنظمة حجز شركات الطيران هي تطبيقات مهمة للأعمال، وهي معقدة من الناحية الوظيفية، فإن تشغيل نظام حجز شركات الطيران الداخلي يعد مكلفًا نسبيًا.
قبل إلغاء القيود، امتلكت شركات الطيران أنظمة الحجز الخاصة بها مع وكلاء السفر المشتركين فيها. اليوم، يتم تشغيل نظام التوزيع العالمي من قبل شركات مستقلة مع شركات الطيران ووكالات السفر التي تشترك فيها بشكل رئيسي.
اعتبارًا من فبراير 2009، لا يوجد سوى أربعة مزودي خدمات نظام التوزيع العالمي رئيسيين في السوق: أماديوس وترافلبورت (التي تشغل أنظمة أبولو ووورلد سبان وغاليليو) وسابر وشير. يوجد نظام التوزيع العالمي إقليمي واحد رئيسي، آباكوز (Abacus)، يخدم السوق الآسيوية وعدد من اللاعبين الإقليميين الذين يخدمون دولًا منفردة، بما في ذلك ترافيل سكاي (Travelsky) (الصين) وإنفيني وأكسيس (كلاهما اليابان) وتوباس (كوريا الجنوبية). من بين هؤلاء، يتم استضافة إنفيني داخل مجمع سابر، وتعمل أكسيس على الانتقال إلى قسم داخل مجمع وورلد سبان، وستقوم وكالات توباس بترحيلها إلى أماديوس.
قد تستضيف أنظمة الحجز شركات الطيران «بدون تذكرة» وشركات الطيران «المختلطة» التي تستخدم التذاكر الإلكترونية بالإضافة إلى التذاكر الأقل لاستيعاب مشاركة الرموز والخطوط البينية.
بالإضافة إلى هذه نظام التوزيع العالمي «الموحدة»، تمتلك بعض شركات الطيران نسخًا مسجلة الملكية تستخدمها لتشغيل عمليات رحلاتها الجوية. بعض الأمثلة هي أنظمة (Delta OSS) ودلتامتيك و (EDS SHARES). تظل «سيتا للحجز» (SITA Reservations) أكبر نظام حجز محايد متعدد المضيفين، مع أكثر من 100 شركة طيران تدير المخزون حاليًا.

## إدارة المخزون
في صناعة الطيران، يشار إلى المقاعد المتاحة عادة بالمخزون. يتم تصنيف مخزون شركة الطيران عمومًا إلى فئات خدمة (على سبيل المثال الدرجة الاقتصادية أو الدرجة الاقتصادية الممتازة أو درجة رجال الأعمال أو الدرجة الأولى) وأي عدد من فئات الأسعار التي قد تنطبق عليها أسعار وشروط حجز مختلفة. فئات الأجرة معقدة وتختلف من شركة طيران إلى شركة طيران، وغالبًا ما يشار إليها برمز مكون من حرف واحد. غالبًا ما لا يعرف المسافر معنى هذه الرموز، ولكنه ينقل المعلومات إلى موظفي شركة الطيران، على سبيل المثال قد يشيرون إلى أن التذكرة قد دفعت بالكامل، أو تم خصمها أو شرائها من خلال نظام ولاء، وما إلى ذلك. قد لا تكون بعض المقاعد متاحة للبيع المفتوح، ولكنها محجوزة على سبيل المثال لربط الرحلة أو مسافري برنامج الولاء. الحجز الزائد هو أيضًا ممارسة شائعة، وهو استثناء لمبادئ إدارة المخزون. إحدى الوظائف الأساسية لإدارة المخزون هي مراقبة المخزون. يراقب التحكم في المخزون عدد المقاعد المتاحة في فئات الأسعار المختلفة، وعن طريق فتح وإغلاق فئات الأجرة الفردية للبيع.
يشكل نظام إدارة جدول الرحلات أساس نظام إدارة المخزون. إلى جانب الوظائف الأخرى، يعد أمرًا بالغ الأهمية لمبيعات التذاكر وتعيينات أفراد الطاقم وصيانة الطائرات وتنسيق المطارات والاتصالات بشركات الطيران الشريكة. يراقب نظام الجدول الزمني ما ومتى ستتوفر الطائرات على طرق معينة، وتكوينها الداخلي. يتم استيراد بيانات المخزون والاحتفاظ بها من نظام التوزيع المجدول. التغييرات في توافر الطائرات ستؤثر على الفور على المقاعد المتاحة للأسطول، وكذلك المقاعد التي تم بيعها.
يتم تحديد سعر كل مقعد مُباع من خلال مجموعة من الأسعار وشروط الحجز المُخزنة في نظام عرض الأسعار. في معظم الحالات، يكون للتحكم في المخزون واجهة في الوقت الفعلي لنظام إدارة عائدات شركة الطيران لدعم التحسين الدائم لفئات الحجز المعروضة استجابة للتغيرات في استراتيجيات الطلب أو التسعير الخاصة بالمنافسين.

## عرض التوفر والحجز (PNR)
يصل المستخدمون إلى مخزون شركة الطيران من خلال عرض التوفر. يحتوي على جميع الرحلات المقدمة لزوج معين من المدينة مع مقاعدهم المتاحة في فئات الحجز المختلفة. تحتوي هذه الشاشة على رحلات يتم تشغيلها من قبل شركة الطيران نفسها بالإضافة إلى رحلات مشاركة الرمز التي يتم تشغيلها بالتعاون مع شركة طيران أخرى. إذا لم يكن زوج المدينة هو الزوج الذي تقدم عليه شركة الطيران الخدمة، فقد يعرض اتصالاً باستخدام رحلاته الخاصة أو يعرض رحلات شركات الطيران الأخرى. يتم تحديث توفر المقاعد لشركات الطيران الأخرى من خلال واجهات الصناعة القياسية. اعتمادًا على نوع التعاون، فإنه يدعم الوصول إلى آخر مقعد (آخر مقعد متاح) في الوقت الفعلي. يتم تخزين حجوزات الركاب أو المجموعات في ما يسمى بسجل اسم الركاب (PNR). من بين البيانات الأخرى، يحتوي (PNR) على معلومات شخصية مثل الاسم أو معلومات الاتصال أو طلبات الخدمات الخاصة (SSRs)، على سبيل المثال لوجبة نباتية، بالإضافة إلى الرحلات (الأجزاء) والتذاكر الصادرة. تسمح بعض أنظمة الحجز أيضًا بتخزين بيانات العملاء في الملفات الشخصية لتجنب إعادة إدخال البيانات في كل مرة يتم فيها إجراء حجز جديد لراكب معروف. بالإضافة إلى ذلك، تحتوي معظم الأنظمة على واجهات لأنظمة إدارة علاقات العملاء أو تطبيقات ولاء العملاء (وتعرف أيضًا باسم أنظمة المسافرين المتكررة). قبل مغادرة الرحلة، يتم تسليم ما يسمى بقائمة أسماء الركاب (PNL) إلى نظام التحكم في المغادرة الذي يستخدم لتسجيل وصول الركاب والأمتعة. يتم أيضًا نقل بيانات الحجز مثل عدد الركاب المحجوزين وطلبات الخدمة الخاصة إلى أنظمة عمليات الطيران وإدارة الطاقم وأنظمة التموين. بمجرد مغادرة الرحلة، يتم تحديث نظام الحجز بقائمة الركاب الذين تم تسجيل وصولهم (على سبيل المثال، الركاب الذين لديهم حجز ولكن لم يسجلوا الوصول «لم يظهر» (no shows) والركاب الذين سجلوا الوصول ولكن لم يكن لديهم حجز «ظهر ويرغب بالسفر» (go shows). أخيرًا، يتم تسليم البيانات اللازمة لمحاسبة الإيرادات وإعداد التقارير إلى الأنظمة الإدارية.

## عرض أسعار وحجز التذاكر

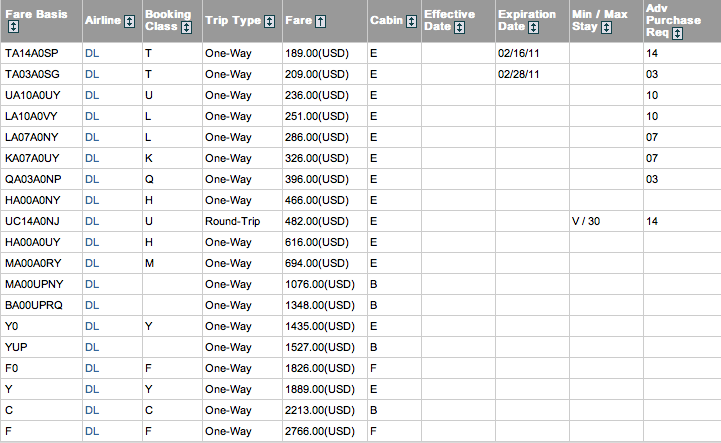
قائمة أسعار تذاكر السفر على خطوط دلتا الجوية من سان فرانسيسكو، كاليفورنيا إلى بوسطن، ماساتشوستس. يمكن رؤية فئات الحجز المعمول بها، بالإضافة إلى القيود المحددة مثل الحد الأدنى للإقامة والشراء المسبق.

يحتوي مخزن بيانات فارس على تعريفات الأسعار ومجموعات القواعد وخرائط التوجيه وفئات جداول الخدمة وبعض المعلومات الضريبية التي تحدد السعر - «الأجرة». تم تصميم قواعد مثل شروط الحجز (مثل الحد الأدنى للإقامة، والشراء المسبق، وما إلى ذلك) بشكل مختلف بين أزواج أو مناطق مدينة مختلفة، ويتم تعيين فئة من الخدمة تتوافق مع دلو المخزون المناسب. يمكن أيضًا التحكم في التحكم في المخزون يدويًا من خلال موجز التوافر، والتحكم ديناميكيًا في عدد المقاعد المعروضة لسعر معين عن طريق فتح وإغلاق فئات معينة.
تسمى مجموعة شروط الأجرة المترجمة رمز أساس الأجرة. تم إعداد نظامين لتبادل بيانات الأسعار (ATPCO) وسيتا، بالإضافة إلى بعض الوصلات المباشرة للنظام. يوزع هذا النظام تعريفات الأسعار ومجموعات القواعد على جميع أنظمة التوزيع العالمية والمشتركين الآخرين. توظف كل شركة طيران موظفين يرمزون لقواعد أجرة السفر بالطائرة وفقًا لنية إدارة العائد. هناك أيضًا مديرو الإيرادات الذين يراقبون الأسعار عند إيداعها في التعريفات العامة وتقديم توصيات تنافسية. عادةً ما يتم التلاعب بمراقبة المخزون من هنا، باستخدام موجزات التوفر لفتح فئات الخدمة وإغلاقها.
يتمثل دور مجمع التذاكر في إصدار وتخزين سجلات التذاكر الإلكترونية والعدد القليل جدًا من التذاكر الورقية التي لا تزال تصدر. أمر الرسوم المتنوعة (MCO) لا يزال مستندًا ورقيًا؛ لدى اتحاد النقل الجوي الدولي مجموعات عمل تحدد المستند البديل المستند الإلكتروني متعدد الأغراض (EMD) اعتبارًا من عام 2010. يتم تخزين معلومات التذكرة الإلكترونية في قاعدة بيانات تحتوي على البيانات التي تم طباعتها تاريخيًا على تذكرة ورقية بما في ذلك عناصر مثل رقم التذكرة والسعر والمكونات الضريبية لسعر التذكرة أو معلومات سعر الصرف. في الماضي، كانت شركات الطيران تصدر تذاكر ورقية؛ منذ عام 2008، يدعم اتحاد النقل الجوي الدولي قرارًا بالانتقال إلى نظام التذاكر الإلكترونية بنسبة 100٪. حتى الآن، لم تتمكن الصناعة من الامتثال بسبب القيود التكنولوجية والدولية المختلفة. تبلغ نسبة إصدار التذاكر الإلكترونية في الصناعة 98٪ اليوم، على الرغم من أن المعالجة الإلكترونية لـ (MCOs) لم تكن متاحة في الوقت المناسب لتفويض اتحاد النقل الجوي الدولي.

## أنظمة بارزة
| اسم                                                        | وصف | بائع                                |
| ---------------------------------------------------------- | --- | ----------------------------------- |
| ACCELaero                                                  | PSS، الحجوزات، DCS، منصة الجرد والتجارة الإلكترونية. | شركاء نظم المعلومات م.م.ح           |
| AirCore                                                    | نظام خدمات الركاب (PSS) من تطبيقات الويب المعيارية والمنصة المفتوحة والتي تحل محل الأنظمة الأساسية القديمة. | يونيسيس                             |
| ألتيا ريس (Altéa Res)                                      | نظام حجز طيران متكامل ونظام توزيع عالمي (GDS). | مجموعة أماديوس لتكنولوجيا المعلومات |
| Crane PAX                                                  | نظام حجز تذاكر الطيران وحجز التذاكر عبر الإنترنت. | Hitit Computer Services             |
| iFlyRes                                                    | نظام خدمة ركاب الطيران من الجيل التالي القائم على السحابة. | برامج IBS                           |
| Navitaire New Skies نظام خدمة ركاب متكامل يركز على العملاء | الحجوزات المتكاملة ومراقبة المغادرة ونظام الجرد ومنصة التجارة الإلكترونية. | نافيتير                             |
| راديكس انترناشيونال                                        | توزيع السفر الهجين و PSS. |                                     |
| مبيعات وخدمة عملاء SabreSonic                              | الحجوزات المتكاملة ومراقبة المغادرة ونظام الجرد ومنصة التجارة الإلكترونية. | حلول سيبر للطيران                   |
| مبيعات وخدمة عملاء SITA Horizon                            | الحجوزات المتكاملة ومراقبة المغادرة ونظام الجرد ومنصة التجارة الإلكترونية. | سيتا                                |
| حلول Takeflite                                             | نظام خدمة ركاب الطيران القائم على السحابة مع إدارة الطاقم، وتخطيط الحمولة، ومراقبة المخزون، ومحرك التسعير، والبضائع. خيارات لاتصالات واجهة برمجة التطبيقات المباشرة إلى مواقع السفر عبر الإنترنت (OTA) ومواقع البحث التلوي، والتوزيع على اثنين من حلول GDS العالمية الرئيسية مع حلول IATA ETKT "القديمة". حلول منفصلة للمنظمات غير الحكومية لعمليات تأجير اللاجئين وشحنات البضائع الإنسانية. | تاكفليت                             |
| حلول تفاعلية لتكنولوجيا السفر                              | نظام إدارة الطيران المتكامل ونظام التوزيع العالمي (GDS). | تكنولوجيا السفر التفاعلية           |
| نظام حجوزات Videcom (VRS)                                  | GDS، IET، Codeshare. | فيديكوم انترناشيونال                |

## تاريخ

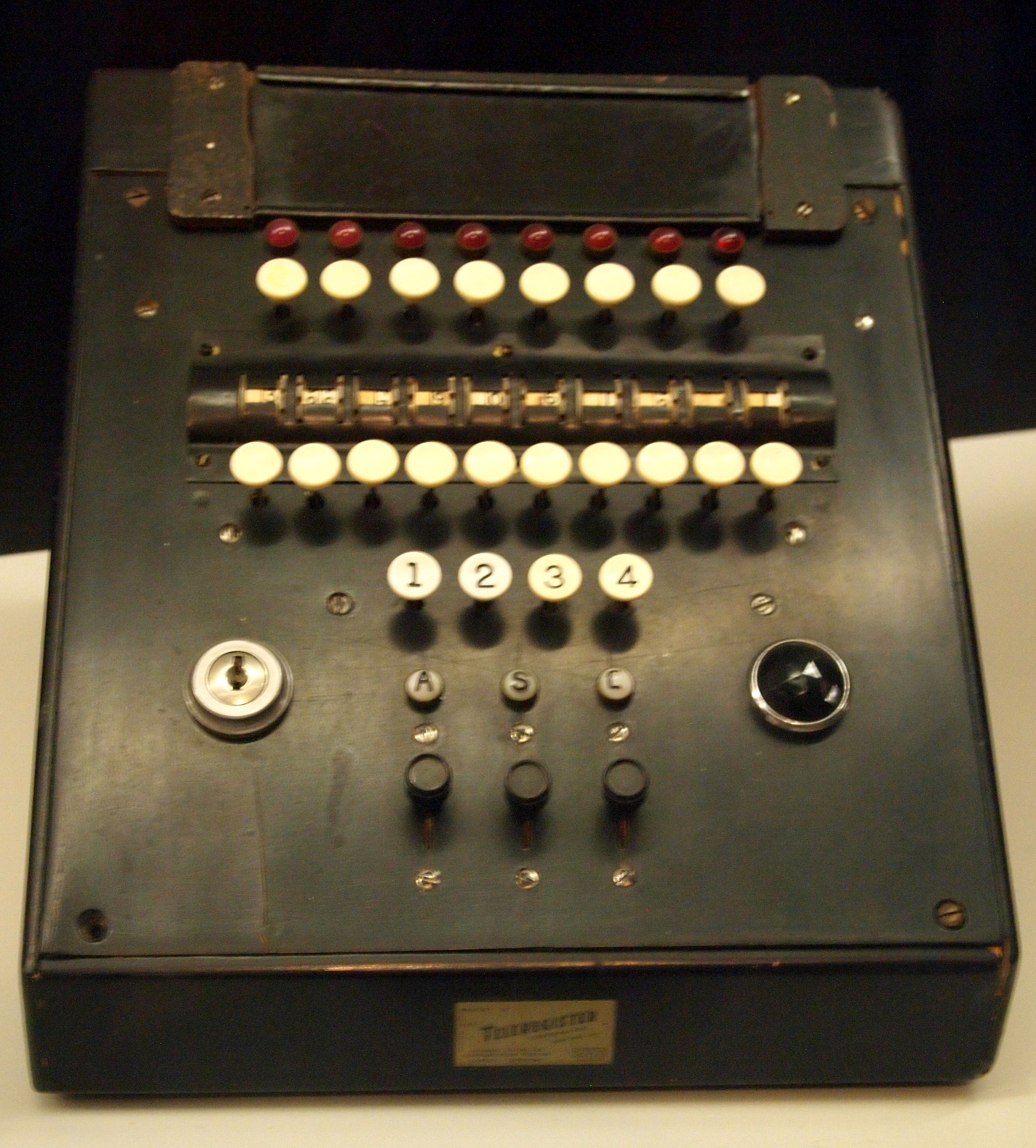
مجموعة وكيل لنظام Magnetronic Reservisor

حتى الخمسينيات من القرن الماضي، استخدمت حجوزات شركات الطيران أنظمة يدوية في مراكز الحجز المركزية، والتي كانت تتألف من مجموعات من الأشخاص في غرفة بها بطاقات فعلية تمثل المخزون، في هذه الحالة، مقاعد على متن الطائرات. في أواخر الخمسينيات من القرن الماضي، أرادت شركة الخطوط الجوية الأمريكية نظامًا يسمح بالوصول في الوقت الفعلي إلى تفاصيل الرحلة في جميع مكاتبها، ودمج عمليات الحجز وإصدار التذاكر وأتمتتها. أدخلت نظام الحجوزات الإلكترونية، (Magnetronic Reservisor)، في عام 1952. في عام 1964، قامت بتطوير سابر (بيئة أبحاث الأعمال شبه الآلية). تمثل إنجاز سابر في قدرته على إبقاء المخزون صحيحًا في الوقت الفعلي، بحيث يكون في متناول الوكلاء في جميع أنحاء العالم.
كان إلغاء القيود على صناعة الطيران، في قانون إلغاء تنظيم شركات الطيران، يعني أن شركات الطيران، التي كانت تعمل سابقًا بموجب أسعار حددتها الحكومة تضمن لشركات الطيران على الأقل تعادلاً، بحاجة الآن إلى تحسين الكفاءة للمنافسة في السوق الحرة. في هذه البيئة غير الخاضعة للتنظيم، أصبح «إيه آر إس» وأحفاده حيويين لصناعة السفر.